# 羅恩山
46°21′36″N 11°11′32″E / 46.36000°N 11.19222°E

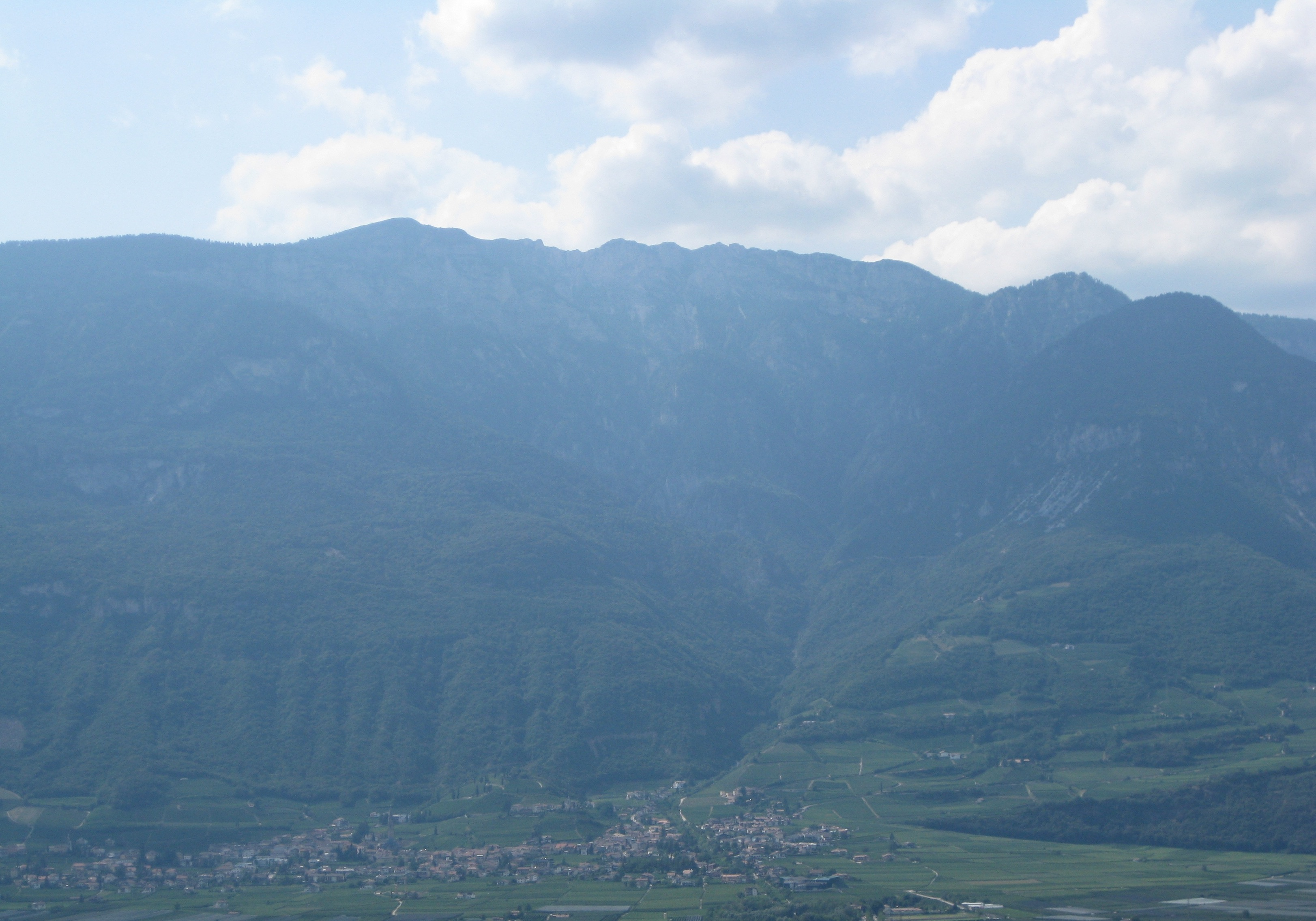

羅恩山（義大利語：Monte Roen），是意大利的山峰，位於該國東北部，處於博爾扎諾-南蒂羅爾自治省和特倫托自治省接壤的邊界，屬於南雷蒂亞山脈的一部分，海拔高度2,116米，每年平均降雨量1,429毫米。